# Атмосфера Луны
Атмосфера Луны — крайне разрежённая газовая оболочка Луны, в десять триллионов раз менее плотная (давление на поверхности примерно 10 нПа) по сравнению с земной атмосферой, состоящая в основном из водорода, гелия, неона и аргона. Практически не воздействует на Луну.
Источниками атмосферы являются как внутренние процессы (выделение газов из коры Луны и вулканизм), так и внешние — падения микрометеоритов, солнечный ветер. Луна не может удержать все выделяющиеся газы, поскольку имеет слабую гравитацию; большая часть газов, поднимающихся с её поверхности, рассеивается в космосе.
Концентрация частиц у поверхности Луны значительно меняется в зависимости от времени лунных суток: ночью на 1 см³ приходится 105 частиц, а днём 104. Для Земли этот показатель составляет 2,7⋅1019.
В рамках проекта Аполлон были проведены исследования атмосферы Луны, в результате которых было обнаружено присутствие в ней атомов аргона и гелия; последующие наблюдения с Земли показали наличие ионов натрия и калия.
В 1991 исследователями из Бостонского университета был обнаружен натриевый «хвост», простирающийся до 15—20 радиусов Луны в сторону, противоположную Солнцу.
Для непосредственного изучения лунной атмосферы в сентябре 2013 года был запущен зонд LADEE.